# Hosszúlábú poszáta
A hosszúlábú poszáta vagy rigóposzáta (Trichocichla rufa) a madarak osztályának verébalakúak (Passeriformes) rendjébe és a tücsökmadárfélék (Locustellidae) családjába tartozó faj.
Korábban egy szemétkosár-taxonba, az óvilági poszátafélék (Sylviidae) családjába sorolták, de az új besorolás szerint az új tücsökmadárfélék (Locustellidae) családba tartozik.
A faj fidzsi neve manu kalou, melynek jelentése „szellemmadár”.

## Elterjedése, alfajai
A Fidzsi-szigetek endemikus madárfaja. A szigetország mindkét nagy szigetén megtalálható. 
A Trichocichla rufa rufa alfaj Viti Levu szigetének 800 és 1000 méteres magasságban található hegyi erdőségeiben honos. Elsősorban ott figyelték meg, ahol dús aljnövényzet található az erdőkben.
Másik alfaja, a Trichocichla rufa cluniei hasonló körülmények között él, egy jóval kisebb területen, Vanua Levu szigetén.

## Megjelenése
Testhossza 19 centiméter, súlya 24 gramm. Fején egy jól kivehető fehér csík látható, mely csőrétől egészen a tarkójáig tart. Feje barna.
Testének felső része, szárnyai és farka rozsdabarna, hasa fehéres színű. Feltűnően hosszú lábai (melyről nevét is kapta) rózsaszínesek. Farka hosszú és a vége kihegyezett.

## Életmódja
Életmódja kevéssé ismert.
Elsősorban talajlakó életmódú faj. Röpte gyenge. A talajról különböző ízeltlábúakat szed össze.

## Természetvédelmi helyzete
2003-ig a faj csupán négy múzeumi példányról volt ismert, melyeket 1890 és 1894 között gyűjtöttek be Viti Levu szigetén. Meg nem erősített beszámolók szerint láttak egyedeket 1967-ben, 1973-ban és 1991-ben is.
A Trichocichla rufa cluniei alfaj típuspéldányát 1974-ben fogta be Frederick Kinsky ornitológus Vanau Levu szigetén. Azóta azonban nem bukkantak ennek az alfajnak a nyomára, így feltételezhető, hogy kipusztult. 
Az alapfaj egy újabb populációját 2003-ban fedezte fel a BirdLife International kutatócsapata a Viti Levu szigeten levő Wabu rezervátumban.
Az intenzív terepmunka eredményeként 2003 és 2005 között találtak 12 párt a szigorúan védett Wabu rezervátumban, és 7 további egyedet azon kívül. Ekkor sikerült először fiatal, még nem kifejlett madarakat megfigyelni.
A faj ilyen nagy mértékű megritkulásának fő okai az erdőirtás és a szigeteken meghonosodott emlősök, így házi patkányok, a patkányok irtására megtelepített jávai mongúzok és az elvadult házi macskák általi vadászat. 
Jelenlegi összpopulációja nagyon kicsi, becslések szerint 50 és 250 egyed között lehet az össz egyedszám. A természetvédelmi munkálatoknak köszönhetően állománya úgy tűnik stabil, így a nagyon kis egyedszám ellenére természetvédelmi besorolása „csak” „veszélyeztetett”.

## Fordítás
- Ez a szócikk részben vagy egészben  a   Langbein-Buschsänger című német Wikipédia-szócikk ezen változatának fordításán alapul.  Az eredeti cikk szerkesztőit annak laptörténete sorolja fel. Ez a jelzés csupán a megfogalmazás eredetét és a szerzői jogokat jelzi, nem szolgál a cikkben szereplő információk forrásmegjelöléseként.